# Bulevardul Mamaia din Constanța

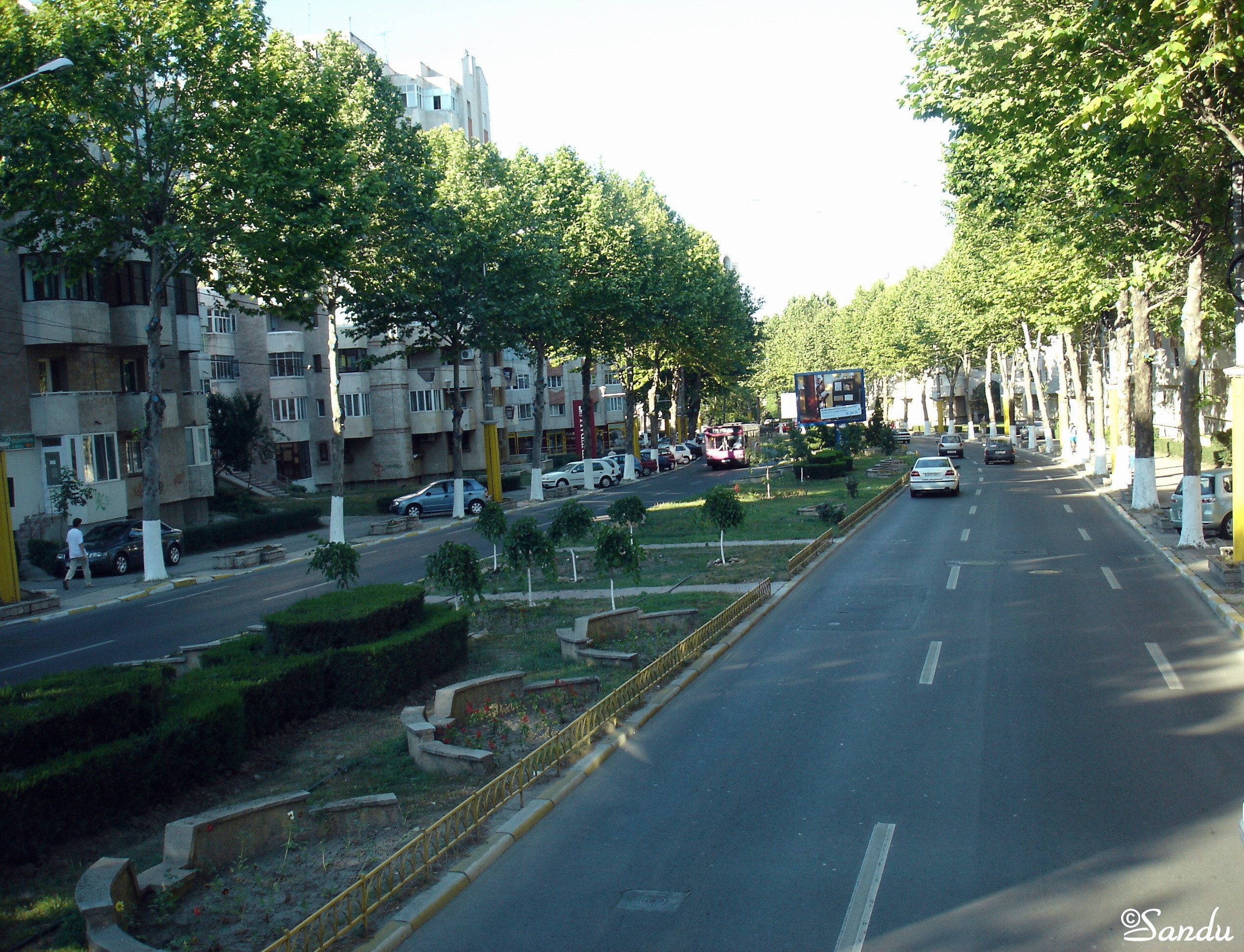
Bulevardul Mamaia

Hotelul Bulevard

Bulevardul Mamaia este cel mai mare bulevard din Constanța (exceptând Bulevardul Aurel Vlaicu, care este considerat drum național). Este urmat de Bulevardul I.C.Brătianu. Se întinde de la Bulevardul I.Gh.Duca până la ieșirea din oraș (spre Năvodari). În perioada 1948–1990 artera a purtat numele lui Vladimir Ilici Lenin.